# Garons
Garons é uma comuna francesa na região administrativa de Occitânia, no departamento de Gard. Estende-se por uma área de 12,28 km². Em 2010 a comuna tinha 5 000 habitantes (densidade: 407,2 hab./km²).